# Elezioni presidenziali in Bielorussia del 2020
Le elezioni presidenziali in Bielorussia del 2020 si tennero il 9 agosto di tale anno. L'esclusione di dieci candidati dell'opposizione e le diffuse accuse di manipolazione dei risultati elettorali furono causa di proteste di massa in tutto il Paese.

## Sondaggi ed exit poll
Sondaggi di Radio Europa Libera/Radio Libertà 
Luglio 2020:
| Candidati | Candidati               | Liste                                  | %    |
| --------- | ----------------------- | -------------------------------------- | ---- |
|           | Sjarhej Tichanoŭskij    | Paese per la Vita                      | 46,3 |
|           | Viktar Babaryka         | Indipendente                           | 34,5 |
|           | Aljaksandr Lukašėnka    | Indipendente                           | 8,2  |
|           | Svjatlana Cichanoŭskaja | Paese per la Vita                      | 8    |
|           | Hanna Kanapatskaya      | Indipendente                           | 6,1  |
|           | Siarhei Ceracen         | Assemblea Socialdemocratica Bielorussa | 4,3  |
|           | Andrej Dzmitryjeu       | Indipendente                           | 3,9  |
|           | Contro tutti            |                                        | 5,5  |
| Totale    | Totale                  | Totale                                 | 100  |

 Sondaggio/Inchiesta Popolare 
Agosto 2020:
| Candidati | Candidati               | Partito                                | %    |
| --------- | ----------------------- | -------------------------------------- | ---- |
|           | Svjatlana Cichanoŭskaja | Paese per la Vita                      | 67,6 |
|           | Aljaksandr Lukašėnka    | Indipendente                           | 21,5 |
|           | Hanna Kanapatskaya      | Indipendente                           | 1,2  |
|           | Siarhei Ceracen         | Assemblea Socialdemocratica Bielorussa | 1    |
|           | Andrej Dzmitryjeu       | Indipendente                           | 0,7  |
|           | Contro tutti            |                                        | 9    |
| Totale    | Totale                  | Totale                                 | 100  |

 Exit poll nei seggi all'estero 
Il permesso per la realizzazione di un exit poll a livello nazionale è stato ottenuto dal Comitato Bielorusso per le organizzazioni giovanili, un laboratorio giovanile per le ricerche sociologiche presso l'Unione Repubblicana per le Pubbliche Associazioni. Tale iniziativa è stata guidata dal gruppo rappresentativo dell'ente radiotelevisivo bielorusso Mir. 
Le elezioni presidenziali all'estero sono state effettuate in 34 Paesi del mondo e si sono tenute presso i seggi elettorali delle ambasciate e consolati bielorussi. I cittadini bielorussi residenti all'estero hanno proposto iniziative di sondaggio degli elettori come minimo in 19 paesi. Per non incorrere in incompatibilità legislative e normative della Repubblica Bielorussa e del Paese ospitante e per mantenere i diritti di sondaggio, le iniziative di exit poll sono state organizzate nelle vicinanze delle ambasciate e non sul suolo bielorusso dell'ambasciata stessa.
 Risultati dell'exit poll 
| Candidati | Candidati               | Partito                                | %    |
| --------- | ----------------------- | -------------------------------------- | ---- |
|           | Svjatlana Cichanoŭskaja | Paese per la Vita                      | 71,2 |
|           | Aljaksandr Lukašėnka    | Indipendente                           | 19,8 |
|           | Hanna Kanapackaja       | Indipendente                           | 2    |
|           | Sjarhej Čėračan         | Assemblea Socialdemocratica Bielorussa | 1,3  |
|           | Andrėj Dzmitryeŭ        | Indipendente                           | 1,2  |
|           | Contro tutti            |                                        | 9    |
| Totale    | Totale                  | Totale                                 | 100  |
| Fonte:    |                         |                                        |      |

## Risultati
| Aljaksandr Lukašėnka    | Indipendente                           | 4 661 075 | 80,10 |  |  |  |  |  |
| Svjatlana Cichanoŭskaja | Indipendente                           | 588 619   | 10,12 |  |  |  |  |  |
| Hanna Kanapackaja       | Indipendente                           | 97 489    | 1,68  |  |  |  |  |  |
| Andrėj Dzmitryeŭ        | Indipendente                           | 70 671    | 1,21  |  |  |  |  |  |
| Sjarhej Čėračan'        | Assemblea Socialdemocratica Bielorussa | 66 613    | 1,14  |  |  |  |  |  |
| Nessuno dei candidati   | Nessuno dei candidati                  | 267 363   | 4,59  |  |  |  |  |  |
| Voti non validi         | Voti non validi                        | 67 125    | 1,15  |  |  |  |  |  |
| Totale                  | Totale                                 | 5 818 955 | 100   |  |  |  |  |  |
|                         |                                        |           |       |  |  |  |  |  |
| Elettori                | Elettori                               | 6 904 649 |       |  |  |  |  |  |